# Cladochytrium menyanthis
Cladochytrium menyanthis är en svampart som först beskrevs av de Bary, och fick sitt nu gällande namn av de Bary 1897. Cladochytrium menyanthis ingår i släktet Cladochytrium och familjen Cladochytriaceae.   Inga underarter finns listade i Catalogue of Life.

## Källor

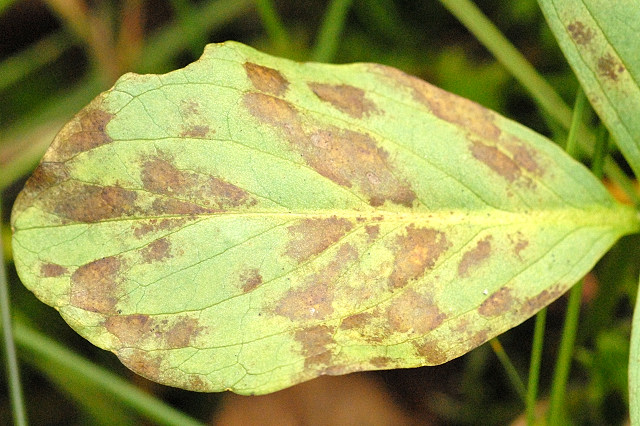